# La Bóveda (Hidalgo)
La Bóveda es una localidad de México perteneciente al municipio de Acaxochitlán en el estado de Hidalgo.

## Geografía
La localidad se encuentra localizada en las coordenadas geográficas 20°7′29.966″N 98°7′40.247″O / 20.12499056, -98.12784639, con una altitud de 2158 m s. n. m. Se encuentra a una distancia aproximada de 12.45 kilómetros al sureste de la cabecera municipal, Acaxochitlán. Se encuentra en la región geográfica de la Sierra de Tenango.
En cuanto a fisiografía se encuentra dentro de la provincia del Eje Neovolcánico dentro de la subprovincia de Lagos y Volcanes de Anáhuac; su terreno es de sierra. En lo que respecta a la hidrología se encuentra posicionado en la región Tuxpan-Nautla, dentro de la cuenca del río Tecolutla, en la subcuenca del río Necaxa. Cuenta con un clima templado húmedo con lluvias todo el año.
Se encuentra cerca de la presa El Tejocotal, también conocida como "La Laguna" se encuentra cerca de la localidad. También la localidad se encuentra dentro de las áreas de la Cuenca Hidrográfica del Río Necaxa la cual es considerada Área de Protección de Recursos Naturales; así como del Sistema de Represas y Corredores biológicos de la Cuenca Hidrográfica del Río Necaxa denominado Sitio Ramsar.

## Demografía
En 2020 registró una población de 1402 personas, lo que corresponde al 3.04 % de la población municipal. De los cuales 727 son hombres y 675 son mujeres. Tiene 33 viviendas particulares habitadas.
| Gráfica de evolución demográfica de La Bóveda entre 1900 y 2020                              |
|                                                                                              |
| Población de los censos y conteos del Instituto Nacional de Estadística y Geografía (INEGI). |